# 衝鋒舟

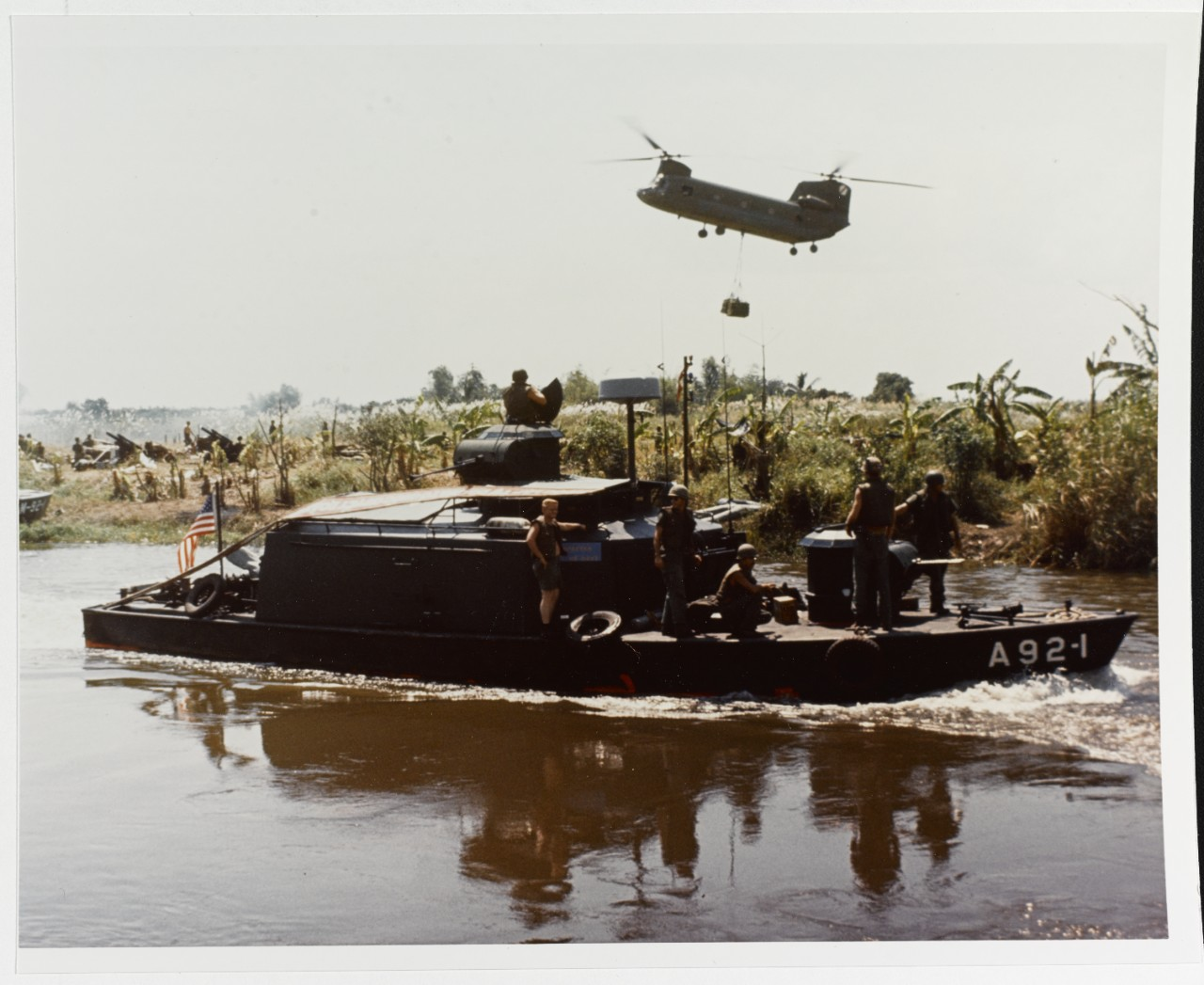
1967年越戰期間美軍的一艘衝鋒舟

衝鋒舟或突击艇是在战斗中用来登陆的船只。突击艇一般用於内陆水域，且質量較轻，通常几个人便能划动突擊艇，船上也可以配备一个舷外机。通常情况下，突击艇的长度为5至20米，由橡胶、玻璃纤维、铝或钢制成。